# Spencer G. Lucas
Spencer George Lucas (25 april 1955) is een Amerikaanse paleontoloog en conservator voor paleontologie van het New Mexico Museum of Natural History and Science (NMMNHS).

## Biografie
Lucas behaalde in 1976 zijn bachelordiploma aan de University of New Mexico en aan de Yale University, waar hij in 1984 promoveerde. Zijn proefschrift was getiteld Systematics, biostratigraphy and evolution of early Cenozoic Coryphodon (Mammalia, Pantodonta). Hij begon in 1976 met zijn veldwerk op fossielen van zoogdieren uit het Eoceen (San Jose Formation) van het San Juan Basin in New Mexico, dat hij het jaar daarop uitbreidde tot het Krijt en Paleoceen. Sinds 1988 is hij conservator geologie en paleontologie van het New Mexico Museum of Natural History and Science in Albuquerque.
Hij is geïnteresseerd in de stratigrafie en paleontologie van gewervelde landdieren uit het Paleozoïcum, Mesozoïcum en Cenozoïcum, met name in het Amerikaanse zuidwesten. Hij heeft ook opgravingen gedaan in het noorden van Mexico, Costa Rica, Nicaragua, Jamaica, Kazachstan, Georgië en de Volksrepubliek China.
In 2008 was Lucas betrokken in de beruchte Aetogate-affaire. Er verscheen een artikel in Nature waarin hij en zijn collega's Adrian Hunt en Justin Spielman van de NMMNHS werden beschuldigd van wetenschappelijk wangedrag. Hij zou onderzoeksresultaten door jongere collega's gebruikt hebben voor hun publicatie. Het ging over reptielen uit de groep Aetosauria. Hij zou het geslacht Rioarribasuchus benoemd hebben, hoewel zijn jongere collega William Parker, van het Petrified Forest National Park, al een benoeming voorbereidde van de naam Heliocanthus. Lucas ontkende dat te hebben geweten maar wist wel dat Parker de soort in diens dissertatie beschreven had en gebruikte de gegevens daaruit. Hij werd ook beschuldigd van het beschrijven van aetosauriërfossielen van het paleontologisch instituut van de Universiteit van Warschau na zijn bezoek, hoewel collega's daar werkten aan een publicatie over hen (volgens Lucas een misverstand), en er waren ook beschuldigingen van herinterpretatie van het skelet van Redondasuchus, waar hij een masterproef niet voldoende had moeten aanhalen (Jeff Martz, Texas Tech). Lucas profiteerde van het feit dat hij voornamelijk publiceert in het eigen tijdschrift van zijn museum (New Mexico Museum of Natural History and Science Bulletin) en vermeed zo tijdrovende collega-toetsingen. Lucas is de redacteur van het tijdschrift. Hij publiceerde meer dan 500 wetenschappelijke artikelen. De beschuldigingen leidden in 2007 tot een officiële klachtbrief aan de religieuze autoriteiten van New Mexico en de ethische commissie van de Society of Vertebrate Paleontology.
Hij publiceerde over Seismosaurus, Pentaceratops, Chasmosaurus, Ankylosaurus en Deinosuchus, over fossiele sporen (spoorzandsteen) en over de oorsprong van de schildpad (vondst van Chinlechelys, zie Osteoderm).
In 2007 presenteerde hij 300 miljoen jaar oude afgietsels van amfibische lichamen (zonder botresten) die een student eerder had gevonden in de collecties van een museum in Pennsylvania.
In 1973/1974 was hij schaakkampioen van New Mexico. Hij is lid van de New Mexico Academy of Sciences.